# Oda Nobutada
Pour les articles homonymes, voir Oda (homonymie).
Oda Nobutada est un nom japonais traditionnel ; le nom de famille (ou le nom d'école), Oda, précède donc le prénom (ou le nom d'artiste) Nobutada.
Oda Nobutada (織田信忠, né en 1555 et mort le 21 juin 1582) est le fils aîné d'Oda Nobunaga. Il participe à de nombreuses batailles au cours de la période Sengoku du Japon. Il est à la tête d'armées sous le commandement de son père lors de batailles contre Matsunaga Hisahide et le clan Takeda.
En 1582, son père est contraint de se suicider lorsque l'un de ses généraux, Akechi Mitsuhide, se retourne contre lui (voir incident du Honnō-ji) Nobutada s'enfuit au château d'Azuchi, où il est attaqué par des hommes d'Akechi et forcé de commettre seppuku lui-même.

## Famille
- Père : Oda Nobunaga (1536-1582)
- Mère : Ikoma Kitsuno (1528-1566)
- Frères :
  - Oda Nobukatsu (1558-1630)
  - Oda Nobutaka (1558-1583)
  - Hashiba Hidekatsu (1567-1585)
  - Oda Katsunaga (1568-1582)
  - Oda Nobuhide (fils de Nobunaga) (1571-1597)
  - Oda Nobutaka (2) (1576-1602)
  - Oda Nobuyoshi (1573-1615)
  - Oda Nobusada (1574-1624)
  - Oda Nobuyoshi (mort en 1609)
  - Oda Nagatsugu (mort en 1600)
  - Oda Nobumasa (1554-1647)
- Sœurs :
  - Toku-hime (1559-1636)
  - Fuyu-hime (1561-1641)
  - Hideko (morte en 1632)
  - Eihime (1574-1623)
  - Hōonin
  - Sannomarudono (d. 1603)
  - Tsuruhime
- Fils :
  - Oda Hidenobu, fils aîné
  - Oda Hidenori

## Source de la traduction
- (en) Cet article est partiellement ou en totalité issu de l’article de Wikipédia en anglais intitulé « Oda Nobutada » (voir la liste des auteurs).